# Marstrand
För andra betydelser, se Marstrand (olika betydelser).
Marstrand ([ˈmâʂːtrand]) är en tätort i Kungälvs kommun, från Marstrand och Marstrandön går personfärja till Arvidsvik på Koön, som har landsvägsförbindelse med fastlandet. Skeppsfrakt, handel och fiske var tidigare stadens huvudnäringar, men fisket har gått upp och ner kraftigt i takt med tillgången på sill, vilket historiskt styrt stadens ekonomi. Marstrand har drabbats av krig flera gånger under såväl dansk-norsk som svensk tid. De traditionella näringarna gick tillbaka kraftigt under 1800-talet, men samtidigt blev Marstrand en av landets tidigaste och populäraste badorter, som fick extra hög status tack vare kung Oscar II:s årliga besök. När trafiken alltmer flyttades från sjövägen till landsvägen var detta till stor nackdel för staden, vilket drabbade öns näring hårt. 
Marstrandsön har en trähusstad som om somrarna idag är ett betydande turistmål och Sveriges seglingsmetropol. Marstrand är årligen utgångspunkt för Marstrandsregattan, Match Cup Sweden och andra stora seglingsmästerskap. Orten har betydande arbetspendling till Göteborg.

## Historia

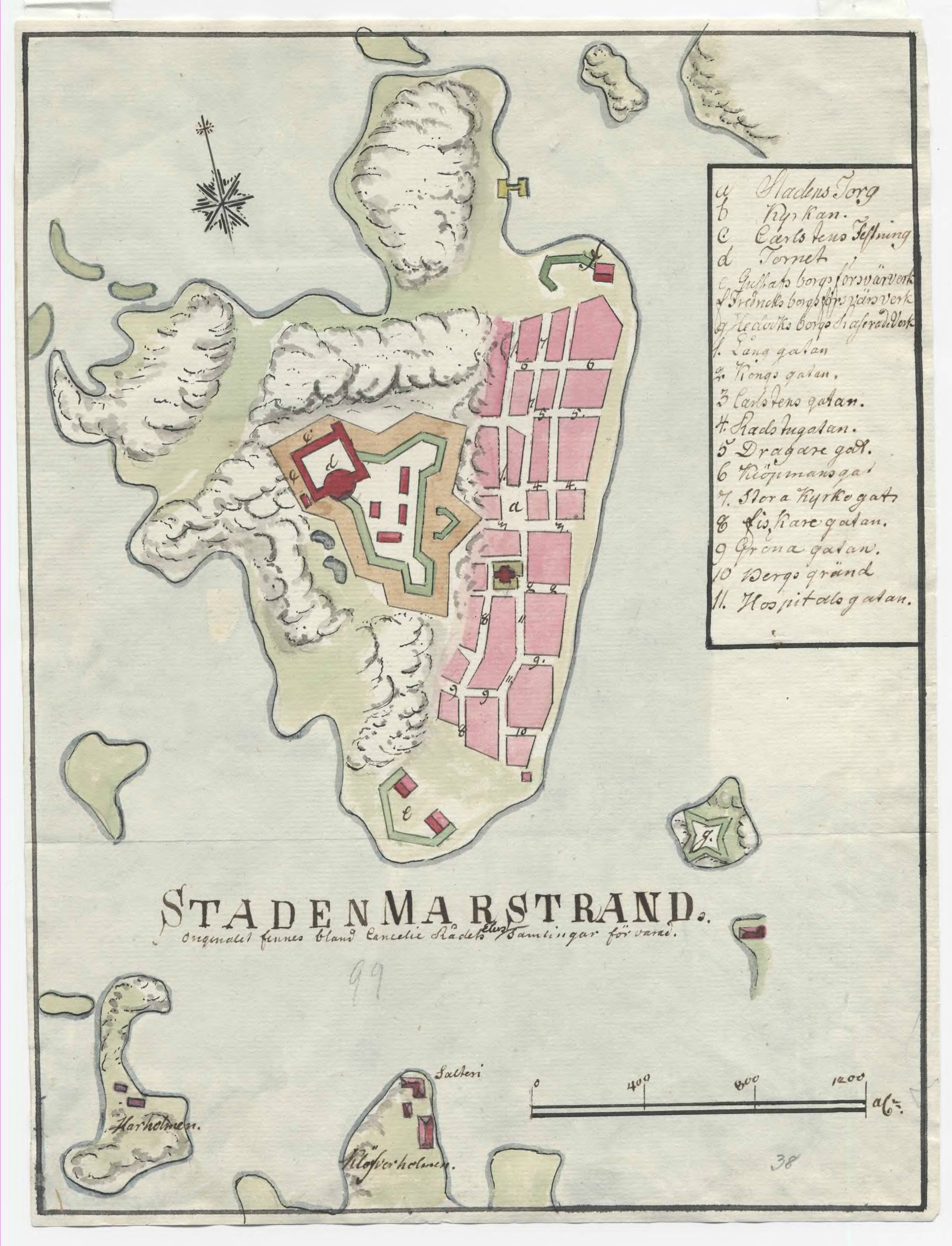
Karta över Marstrand från 1790-talet.

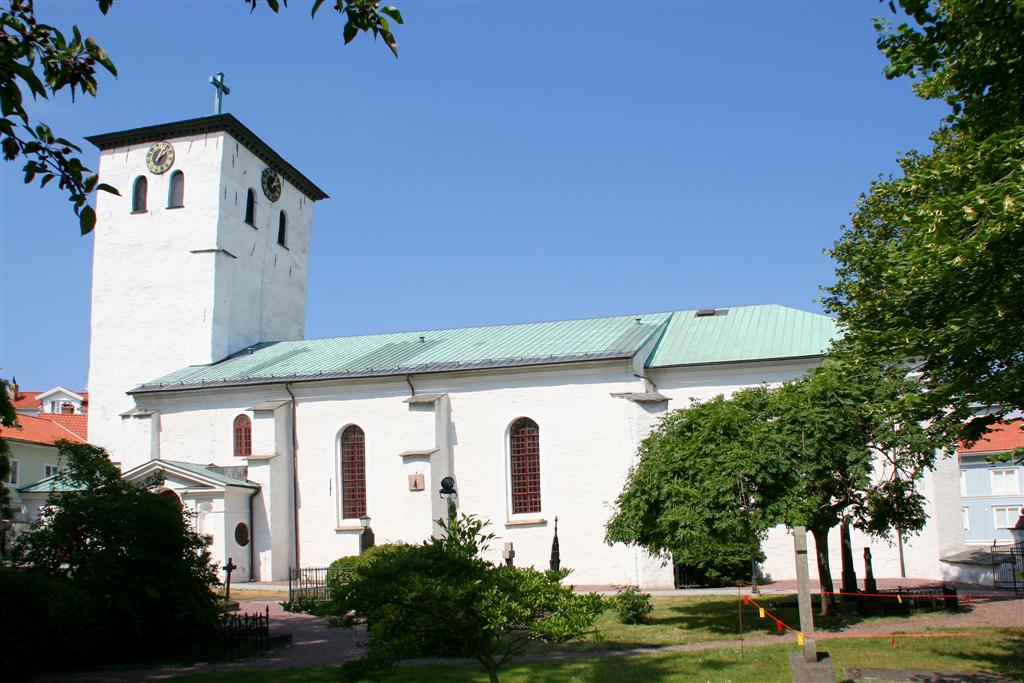
Marstrands kyrka.

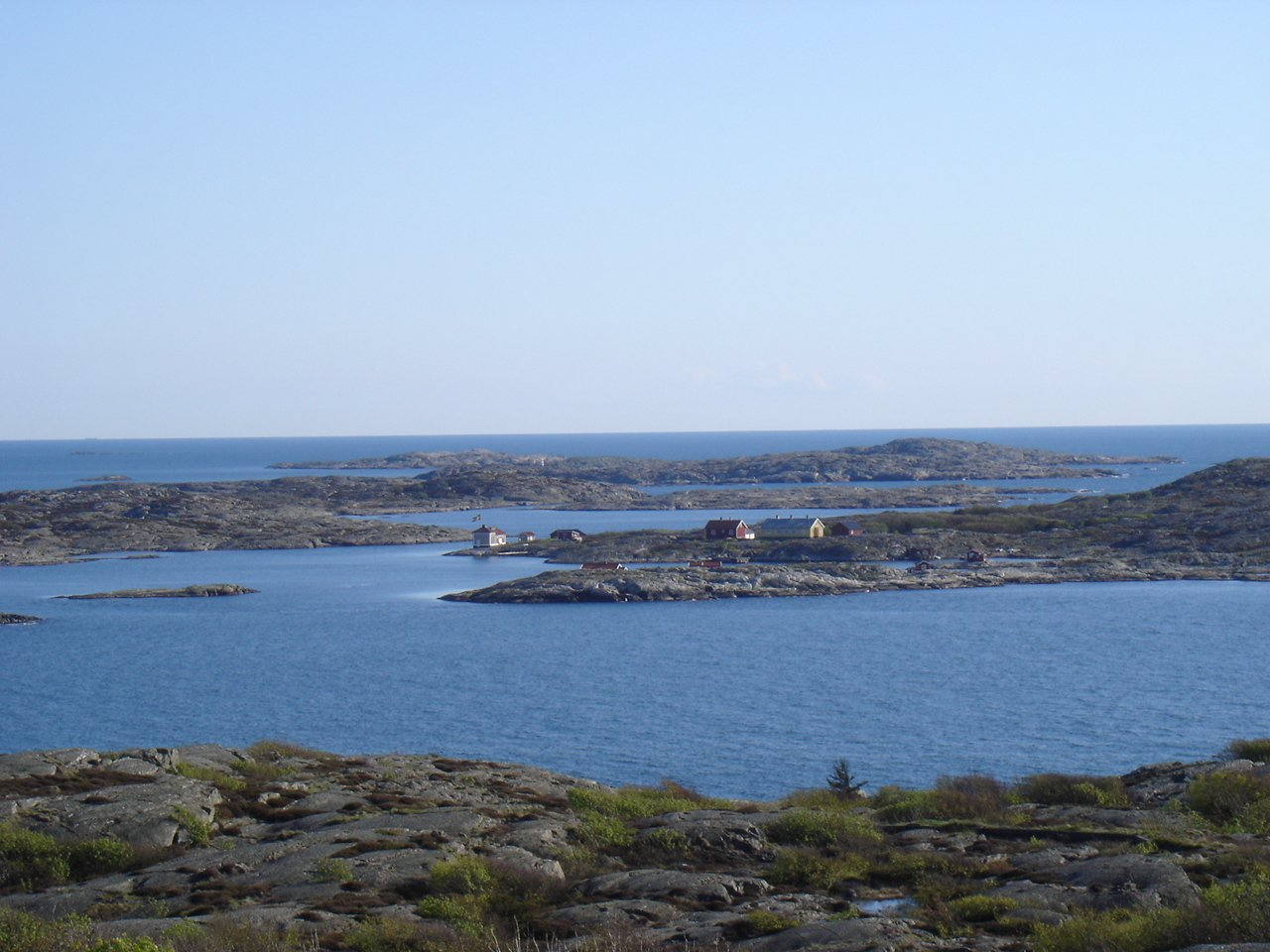
Marstrandsholmarna.

Redan på 1100-talet upprättade Harald Gille ett kloster på Marstrandsön men staden Marstrand grundades först på 1200-talet av kung Håkon Håkonsson (död 1263). Detta skedde före år 1226 då det i hans saga, skriven av islänningen Sturla Þórðarson, beskrivs att "...han lät göra borg vid Kungälv på Ragnhildsholmen, han lät ock bygga och röja på Gullö och Öckeröarna och bygga där en träkyrka; han lät bygga Marstrand och många andra öde öar i Viken", samt att en strid då ägde rum i hamnen mellan upprorspartiet Ribbungarna och Skule Jarls två sändebud, Kolbein Ketturygg och Grunde skattmästare. I berättelsen sägs också att "där lågo många köpmän i hamnen, vilka dock icke ville komma sändebuden till undsättning."
Namnet Marstrand finns belagt från 1293 (Mastrand) och innehåller dialektordet mal i betydelsen 'sand, grus eller småsten (på stranden), grusbank'. Detta syftar på den stora sandbanken vid Marstrand.
1449 valdes den danske kungen Kristian I (som blev kung av Sverige 1457) till kung av Norge i Marstrand. 1658 blev Marstrand och övriga Bohuslän en del av Sverige i samband med freden i Roskilde. Samma år påbörjades byggnationen av Karlstens fästning. 
År 1669 spred sig det stora oväsendet till Bohuslän genom anklagelsen mot Anna i Holta.
Marstrand har under det senaste millenniet påverkats av de sillperioder som givit orten goda tider. De olika sillperioderna pågick under åren 970–1030, 1175–1225, 1420–1490, 1556–1588, 1660–1680, 1747–1808 och 1878–1898.[källa behövs]
Omkring år 1800 1800 fick Marstrand förbindelse till Göteborg med optisk telegraf. Med avbrott var den i drift till 1871.

### Karlstens fästning

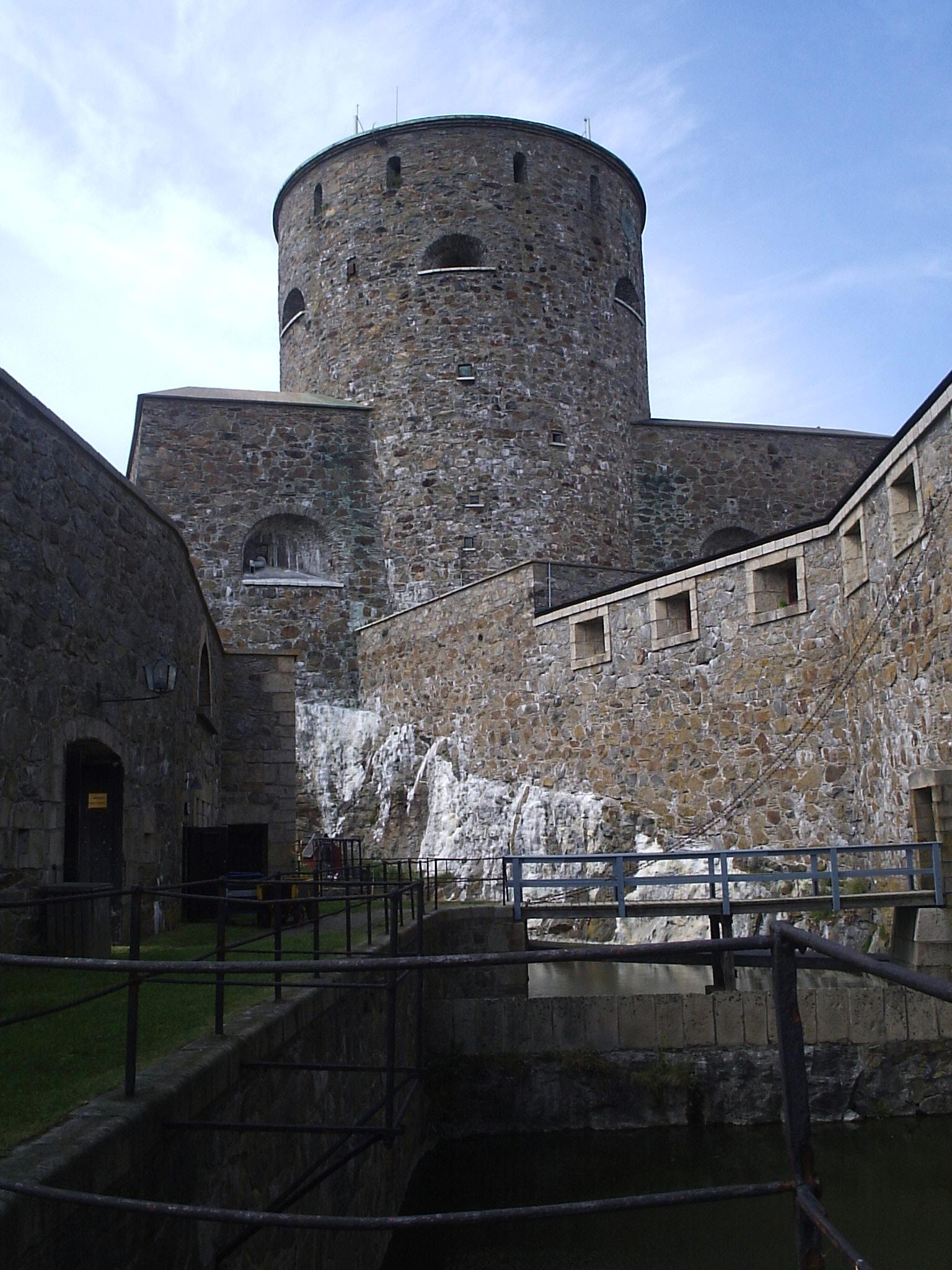
Mittornet i Karlstens fästning.

Karlstens fästning ligger högst upp på Marstrandsön ovanför stadsbebyggelsen och dominerar stadsbilden. Efter att Bohuslän med Marstrand tillfallit Sverige vid freden i Roskilde 1658 byggdes på Marstrandsön Valens skans, en träbyggnad som fungerade som en provisorisk befästning. År 1666 fattas beslut av Krigskollegium om att låta mura Valens skans. Från 1671 omnämns fästningen som Karlstens fästning, som också fungerade som statsfängelse fram till 1855. Dess i särklass mest kände fånge var Lars Larsson Molin, mera känd som "Lasse-Maja", som satt på fästningen under tidsperioden 1813 till 1839. Fästningen utvidgades senast i mitten av 1800-talet och utmarsch skedde 1882. Karlstens fästning avkommissionerades 1888, men användes igen under de båda världskrigen. Krigsmakten avförde Karlstens fästning som del av landets försvar 1993. Karlstens fästning är numera ett byggnadsminne och en viktig turistattraktion.

### Frihamnen Marstrand
15 augusti 1775 fick Marstrand frihamnsprivilegier av Gustav III, så kallad Porto Franco efter italiensk förebild. Det innebar ett visst självstyre gentemot det övriga landet, med bland annat religionsfrihet, frihet från skråtvång och fri invandring. Även brottslingar kunde få en fristad, under förutsättning att de anmälde sitt brott till stadens myndighet. I ett konfliktfyllt Europa var frihamnen i Marstrand ett bra alternativ för handlare. Inte minst kom hundratals fartyg från Amerika, som satts i blockad av England med vilka man låg i krig.
Religionsfriheten ledde till invandring av ett flertal judar, mot vilka det rådde starka restriktioner i övriga landet. Som mest bodde ett hundratal judar i Marstrand, främst hantverkare och handelsmän och deras familjer. En synagoga inrättades här 1780 i det norra försvarsverket. Den judiska kolonin blev dock inte så långvarig, utan skingrades 1795 och flyttades, främst till Göteborg. Frihamnsprivilegierna, i kombination med att man dessutom var inne i en period med god silltillgång, gjorde Marstrand till en av landets förmögnaste städer. Många lockades till staden och befolkningen tredubblades på kort tid från runt 500 till 1 500 invånare.
Den svenska staten tjänade dock inte så mycket på frihamnen som man hade räknat med, inte minst på grund av en omfattande smuggling. Stadens styresmän tyckte dessutom att det kunde vara nog med brottslingar och utländska handlare, varför man begärde att frihamnsprivilegierna skulle dras in, vilket skedde 15 maj 1794. Vad man inte hade räknat med var att sillperioden som startat 1747 skulle ta slut 1808 vilket gjorde att Marstrand återigen blev en fattig småstad.

## Badort- och turisttillhåll
Under 1800-talet befäste Marstrand sin ställning som badort, en av landets tidigaste och populäraste badorter, och turisttillhåll, efter att näringarna skeppsfrakt, handel och fiske reducerats kraftigt under samma århundrade. 1822 skapades det första "badhuset".
Marstrand fick extra hög status tack vare kung Oscar II:s årliga besök, under andra halvan av 1800-talet. Skeppsgossekåren installerades 1907 på Marstrand. Den 17 maj 1991 stod Instöbron färdig vilket gav Koön färjefri förbindelse med fastlandet. 1994 var första året som den årliga Matchracing-regattan arrangerades. 

## Bebyggelse

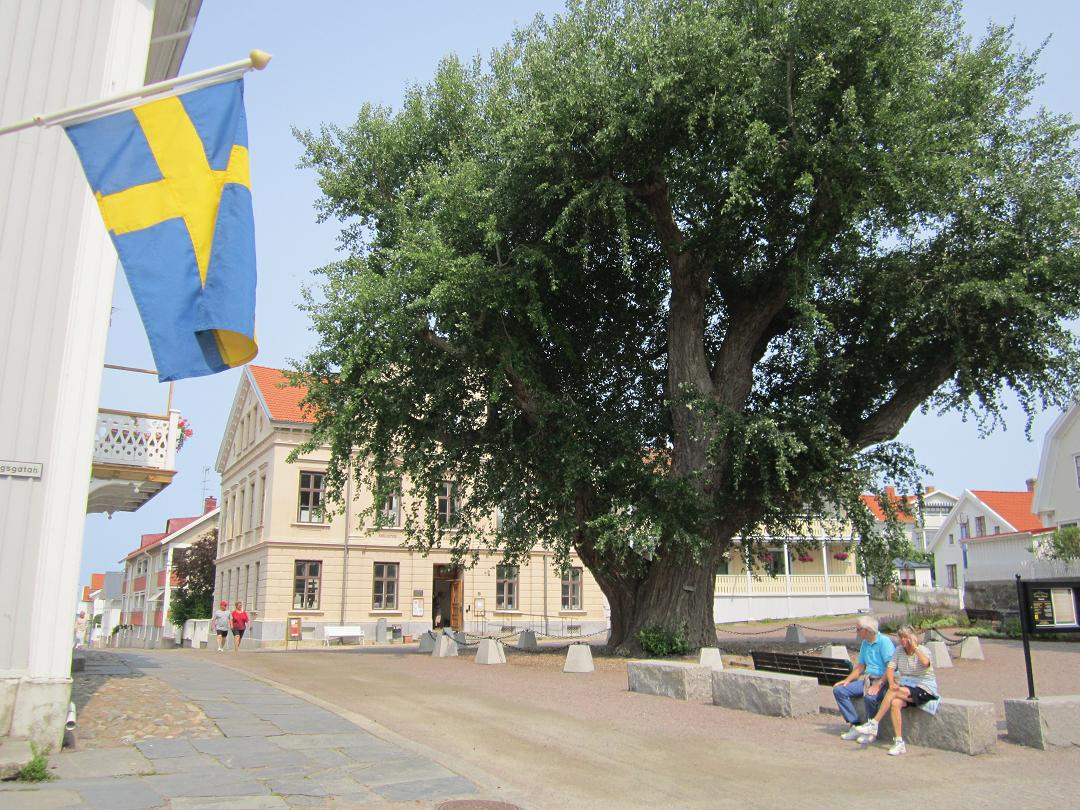
Torget, 2013.

I Marstrand återfinns byggnadsminnena Marstrands rådhus, Societetshuset i Marstrand, Södra strandverket, Ture Bonanders hus och Ärholmens gasstation. Grand Hotel i Marstrand byggdes av Otto Scheél 1892.

## Administrativa tillhörigheter
Marstrands stad ombildades vid kommunreformen 1862 till en stadskommun. År 1971 uppgick stadskommunen i Kungälvs kommun. I kyrkligt hänseende har Marstrand alltid hört till Marstrands församling.
Orten ingick till 1935 i domkretsen för Marstrands rådhusrätt för att därefter till 1955 ingå i Askims, Hisings och Sävedals tingslag och från 1955 till 1971 i Hisings, Sävedals och Kungälvs tingslag. Från 1971 till 1974 ingick Marstrand i Sävedals domsaga, från 1974 till 2009 i Mölndals domsaga och orten ingår sedan 2009 i Göteborgs domsaga.

## Demografi

### Befolkningsutveckling
| Befolkningsutvecklingen i Marstrand 1960–2020                             | Befolkningsutvecklingen i Marstrand 1960–2020 | Befolkningsutvecklingen i Marstrand 1960–2020 | Befolkningsutvecklingen i Marstrand 1960–2020 | Befolkningsutvecklingen i Marstrand 1960–2020 |
| ------------------------------------------------------------------------- | --------------------------------------------- | --------------------------------------------- | --------------------------------------------- | --------------------------------------------- |
|                                                                           |                                               |                                               |                                               |                                               |
| År                                                                        |                                               |                                               | Folkmängd                                     | Areal (ha)                                    |
| 1960                                                                      | 1960                                          |                                               | 1 158                                         |                                               |
| 1965                                                                      | 1965                                          |                                               | 1 044                                         |                                               |
| 1970                                                                      | 1970                                          |                                               | 1 072                                         |                                               |
| 1975                                                                      | 1975                                          |                                               | 1 168                                         |                                               |
| 1980                                                                      | 1980                                          |                                               | 1 150                                         |                                               |
| 1990                                                                      | 1990                                          |                                               | 1 196                                         | 79                                            |
| 1995                                                                      | 1995                                          |                                               | 1 337                                         | 88                                            |
| 2000                                                                      | 2000                                          |                                               | 1 377                                         | 88                                            |
| 2005                                                                      | 2005                                          |                                               | 1 432                                         | 88                                            |
| 2010                                                                      | 2010                                          |                                               | 1 319                                         | 88                                            |
| 2015                                                                      | 2015                                          |                                               | 381                                           | 33                                            |
| 2020                                                                      | 2020                                          |                                               | 379                                           | 33                                            |
| Anm.: delen öster om sundet utbröts 2015 till en separat tätort Arvidsvik |                                               |                                               |                                               |                                               |

## Naturreservat
Det kommunala naturreservatet Rosenlund ligger på Koön.